# Obritzberg (Herrschaft)

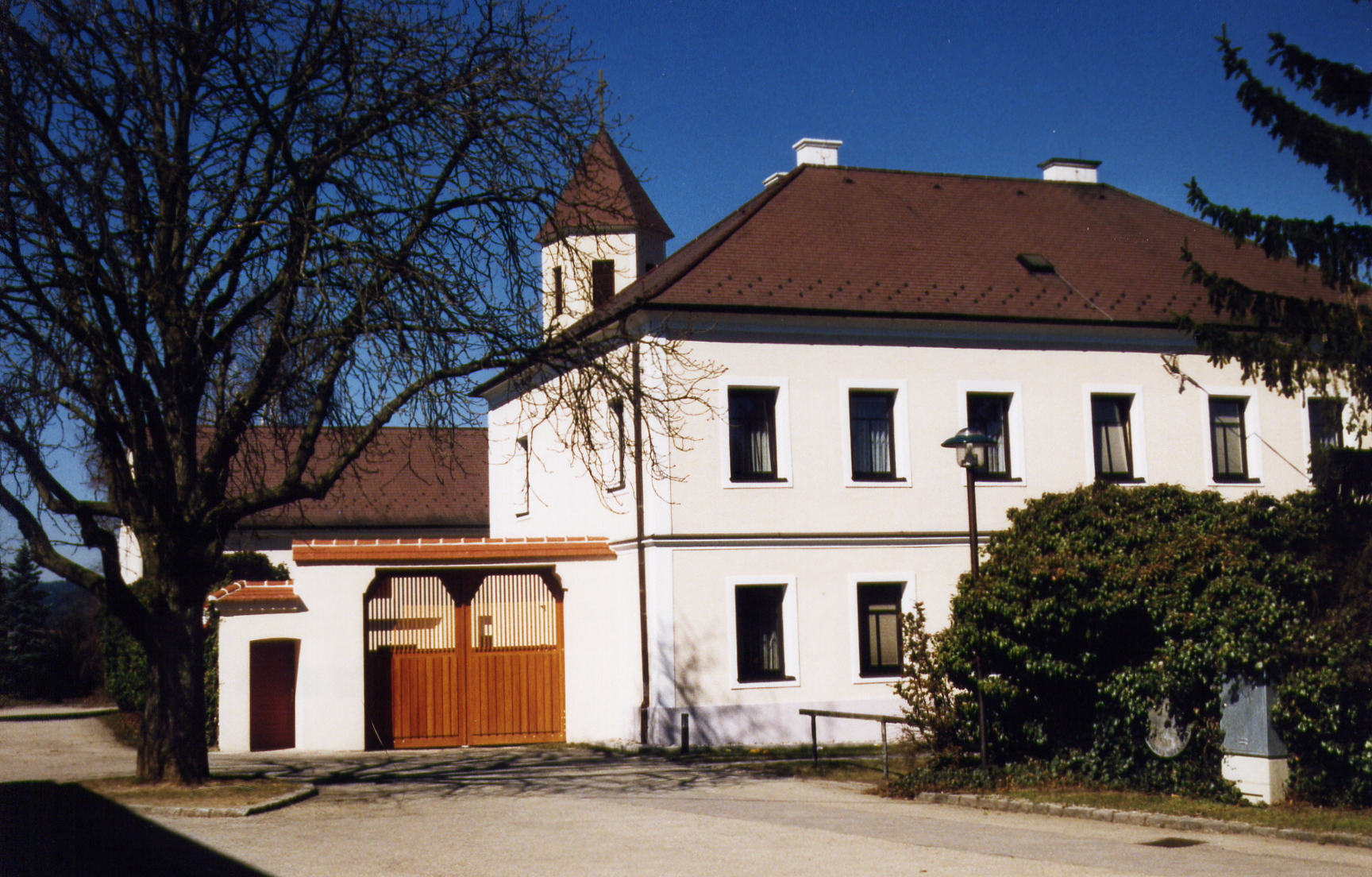
Pfarrhof Obritzberg, Sitz der Verwaltung (2005)

Die Herrschaft Obritzberg war eine Grundherrschaft im Viertel ober dem Wienerwald im Erzherzogtum Österreich unter der Enns, dem heutigen Niederösterreich.

## Ausdehnung
Die Herrschaft umfasste zuletzt die Ortsobrigkeit über Obrizberg, Eizendorf, Pfaffing, Winzing und Pettendorf. Der Sitz der Verwaltung befand sich im Pfarrhof Obritzberg.

## Geschichte
Letzter Inhaber der Pfarrherrschaft war der Pfarrer Georg Anton Jahn, als die Herrschaft im Zuge der Reformen 1848/1849 aufgelöst wurde.